# 鲤鱼山街道
鲤鱼山街道是中华人民共和国新疆维吾尔自治区乌鲁木齐市新市区下辖的一个街道办事处。

## 行政区划
鲤鱼山街道下辖以下村级行政区划单位：
新医社区、贵州东路社区、府友路社区和京都小区社区。